# Repin belin
Repin oz. repni belin (znanstveno ime Pieris rapae) je vrsta dnevnega metulja iz družine belinov, razširjena po predelih sveta z zmernim podnebjem.
Odrasli imajo razpon kril 4–5 cm, s čimer so malo manjši od sorodnega kapusovega belina. Vrsti sta zelo podobno obarvani: osnovna barva je bela, sprednji par kril ima sive konice in sprednji rob ter po eno sivo piko pri samcih in dve pri samicah (siva znamenja so pri kapusovem belinu temnejša). Zadnji par kril ima samo po eno piko, ki je pri samicah temnejša. Na spodnji strani imajo krila temnejši sivkast oz. rumenkast odtenek in enaka znamenja.
Gosenice se prehranjujejo z rastlinami iz družine križnic, zato so pogosti v okolici vrtov in tudi sicer v odprti kulturni krajini. Ob večji številčnosti so lahko škodljivci v pridelavi zelja in drugih križnic.
Vrsta naj bi izvirala iz vzhodnega Sredozemlja, od koder se je s trgovskimi potmi ob razmahu pridelave križnic razširila po večjem delu Evrazije, v zadnjih nekaj stoletjih pa z nenamernimi vnosi tudi v Severno Afriko, Severno Ameriko, Avstralijo in na Novo Zelandijo. V nekaterih okoljih velja za invazivno vrsto.